# Amokfahrt in Waukesha

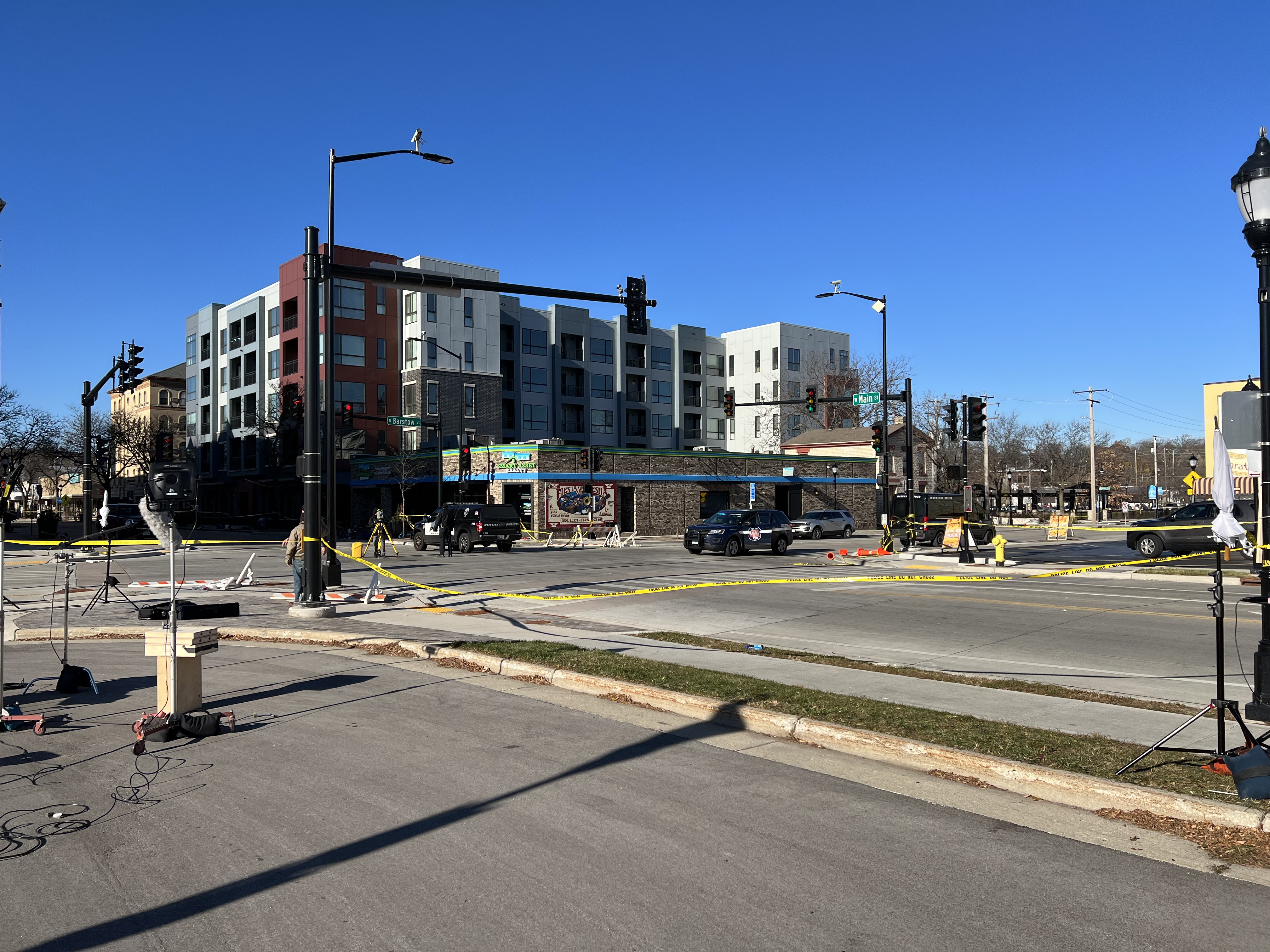
Straße nach der Amokfahrt

Bei einer Amokfahrt in Waukesha im US-amerikanischen Bundesstaat Wisconsin am 21. November 2021 wurde ein Geländewagen in die jährliche Weihnachtsparade gefahren, wobei sechs Menschen getötet und 62 weitere verletzt wurden. Der Fahrer des Fahrzeugs, der damals 39-jährige Darrell E. Brooks, wurde in sechs Fällen der vorsätzlichen Tötung ersten Grades angeklagt. Von den Geschworenen wurde er in allen 76 Anklagepunkten für schuldig befunden und am 16. November 2022  zu sechs lebenslangen Freiheitsstrafen ohne Aussicht auf Bewährung verurteilt, plus zusätzlich 700 Jahre für die übrigen Opfer.

## Hintergrund
Waukesha ist ein westlicher Vorort von Milwaukee. Die Weihnachtsparade ist ein traditioneller Umzug durch die Innenstadt und die geplante 58. jährliche Parade wurde im Vorjahr aufgrund der COVID-19-Pandemie abgesagt. Das Motto für 2021 lautete „Trost und Freude“ (englisch Comfort and Joy), und über 60 Tanz- und Kostümgruppen sowie Kapellen beteiligten sich an dem Umzug.

## Tatereignis

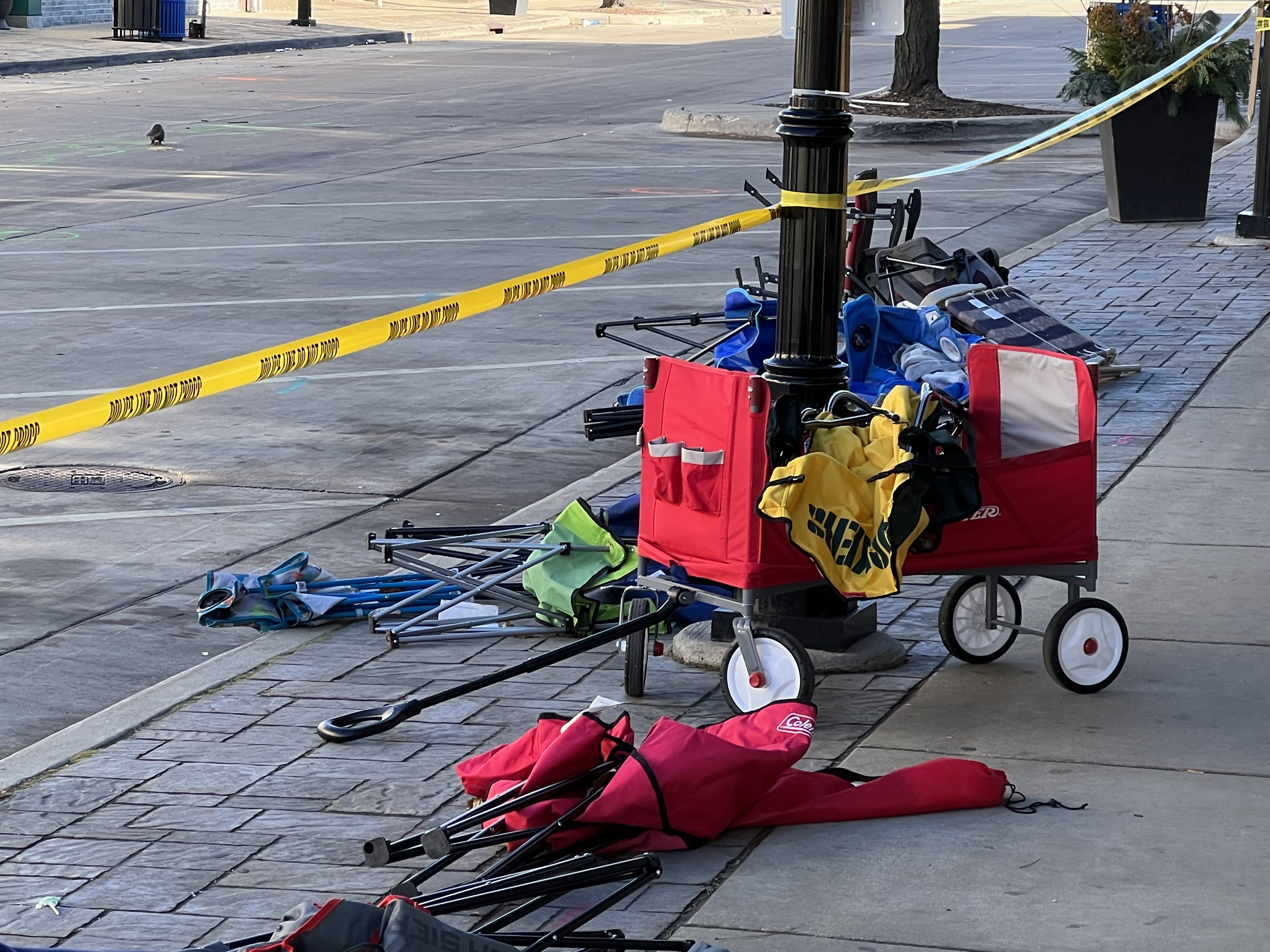
Zurückgelassene Gegenstände von Paradebesuchern an der Ecke Broadway und Main St.

Am 21. November 2021 gegen 16:39 Uhr CST (23:39 Uhr MEZ) durchbrach ein roter SUV des Modells Ford Escape mit einer Geschwindigkeit von etwa 60 km/h (40 Meilen pro Stunde) die Absperrungen und fuhr durch die jährliche Weihnachtsparade in Waukesha. Ein Polizist feuerte seine Waffe ab, um das Fahrzeug zu stoppen.
Die Parade wurde im Livestream übertragen und andere Teilnehmer hielten die Amokfahrt auf Videos fest, die später in den Sozialen Medien veröffentlicht wurden. Zwei Augenzeugen berichteten Reportern, dass der Fahrer zunächst nicht anhielt und sie nur schreiende und weinende Menschen hörten. Andere berichteten, dass der Fahrer ruhig wirkte und über die Straße wankte, eine Darstellung, die von der Polizei nicht bestätigt wurde.

## Opfer
Durch die Amokfahrt wurden sechs Menschen getötet und 62 weitere verletzt. Es handelte sich um vier Frauen und einen Mann im Alter zwischen 52 und 81 Jahren, ein achtjähriges Kind starb später im Krankenhaus. Unter den Verletzten befanden sich 17 Kinder. 28 Personen wurden in Krankenhäuser eingeliefert, neun von ihnen befanden sich in einem kritischen Zustand.
Vier der Opfer waren Mitglieder der Milwaukee Dancing Grannies, einer Tanzgruppe, die ausschließlich aus Großmüttern besteht. Die römisch-katholische Erzdiözese Milwaukee gab an, dass Gemeindemitglieder, Schüler und ein Priester einer örtlichen katholischen Schule verletzt wurden.

## Angeklagter
Am 21. November stellte die Polizei den Geländewagen sicher und verhaftete den 39-jährigen Darrell Edward Brooks Jr. Am 23. November wurde Brooks wegen fünffacher vorsätzlicher Tötung ersten Grades angeklagt, nach dem Tod des achtjährigen Kindes wurde die Anklage erweitert. Die Behörden nannten kein Motiv, aber sie glauben, dass er allein gehandelt hat und niemanden auf der Parade kannte. Polizeichef Daniel Thompson sagte, dass es sich nicht um einen terroristischen Anschlag handelte. Am 23. November berichtete die Polizei, dass Brooks absichtlich auf die Menschenmenge zielte und in einem „Zick-Zack-Muster“ fuhr, um so viele Menschen wie möglich zu treffen.
Die Polizei untersuchte, ob der Fahrer möglicherweise auf der Flucht vor einem häuslichen Streit in der Nähe war, als er auf die Parade traf. Der Polizeichef sagte: „Wir haben Informationen, dass der Verdächtige vor dem Vorfall in einen häuslichen Streit verwickelt war, der nur wenige Minuten zurücklag, und der Verdächtige verließ den Tatort kurz vor unserem Eintreffen bei diesem häuslichen Streit.“ Er sagte auch, dass der Verdächtige nicht von der Polizei verfolgt wurde, als er in die Parade einbrach.
Brooks war einige Tage vor dem Angriff gegen eine Kaution von 1000 US-Dollar auf Kaution aus der Haft entlassen worden, die angeordnet worden war, weil er eine Ex-Partnerin überfahren hatte. Laut einer am 2. November eingereichten Strafanzeige wurde Brooks beschuldigt, eine Frau mit seinem Auto überfahren zu haben, als sie auf einem Tankstellenparkplatz unterwegs war.
Nach dem Tod des sechsten Opfers wurde Brooks’ Kaution auf fünf Millionen US-Dollar festgesetzt.

## Nachwirkungen
Das Weiße Haus beobachtete die Situation kurz nach Ende des Vorfalls.
Der Gouverneur von Wisconsin, Tony Evers, bedankte sich für die Bemühungen der Ersthelfer und der barmherzigen Samariter und sprach den betroffenen Familien und Gemeindemitgliedern seine Unterstützung aus. Er ordnete an, dass die Flaggen der USA und von Wisconsin am Tag nach dem Vorfall zu Ehren der Opfer auf halbmast gesetzt werden. Am 22. November wurden in der ganzen Stadt Mahnwachen abgehalten. Der Schulbezirk von Waukesha sagte am 22. November die Schule ab und stellte den Schülern zusätzliche Betreuer zur Verfügung.